# Little Earthquakes
Az 1992-es Little Earthquakes Tori Amos debütáló szólólemeze. A brit albumlistán a 14. helyig jutott, 23 hétig volt benne a legjobb 75-ben. Egy hónappal később amerikában áttörő kritikai sikert aratott. A Billboard 200-on csak a Top 50-be jutott be. 1998-ban a Q magazin olvasói minden idők 66. legjobb albumának szavazták meg, 2002-ben ugyanez a magazin minden idők 4. legjobb női szólóelőadó albumának nevezte. Az album szerepel az 1001 lemez, amit hallanod kell, mielőtt meghalsz című könyvben.

## Az album dalai
|     | Cím                    | Szerző(k) | Hossz |
| --- | ---------------------- | --------- | ----- |
| 1.  | Crucify                | Tori Amos | 4:58  |
| 2.  | Girl                   | Amos      | 4:06  |
| 3.  | Silent All These Years | Amos      | 4:10  |
| 4.  | Precious Things        | Amos      | 4:26  |
| 5.  | Winter                 | Amos      | 5:40  |
| 6.  | Happy Phantom          | Amos      | 3:12  |
| 7.  | China                  | Amos      | 4:58  |
| 8.  | Leather                | Amos      | 3:12  |
| 9.  | Mother                 | Amos      | 6:59  |
| 10. | Tear in Your Hand      | Amos      | 4:38  |
| 11. | Me and a Gun           | Amos      | 3:44  |
| 12. | Little Earthquakes     | Amos      | 6:51  |

## Fordítás
Ez a szócikk részben vagy egészben a Little Earthquakes című angol Wikipédia-szócikk ezen változatának fordításán alapul.  Az eredeti cikk szerkesztőit annak laptörténete sorolja fel. Ez a jelzés csupán a megfogalmazás eredetét és a szerzői jogokat jelzi, nem szolgál a cikkben szereplő információk forrásmegjelöléseként.